# Cupido bagnato
Cupido bagnato (L'amour mouillé) è un dipinto a olio su tela di William-Adolphe Bouguereau, risalente al 1891, e conservato in collezione privata. Un bozzetto del dipinto, datato 1891, è conservato al museo di belle arti della Roccella, città natale del pittore.

## Descrizione
Il dipinto raffigura Cupido, il dio dell'amore nella mitologia romana, completamente nudo e bagnato da una pioggia leggera. Cupido cerca di ripararsi dalla pioggia coprendosi le spalle con le braccia e tentando di coprirsi con le sue ali. Ai suoi piedi si trovano l'arco e le frecce che il dio utilizza per far innamorare la gente. Lo sfondo è composto da un ambiente silvestre pieno di piante d'alloro e da un cielo nuvoloso.
Il dipinto presenta uno sviluppo peculiare dell'erotismo maschile europeo della seconda metà dell'Ottocento, fortemente influenzato da Bouguereau. A tal proposito l'accedemico Jon Stratton afferma che "c'è stata una convergenza... l'ambigua figura maschile è diventata erotica." Sempre secondo Stratton, il dipinto Cupido bagnato, nonostante raffigurasse un ragazzino nudo, era accettato dalla società dell'epoca perché raffigurava una figura mitologica, giustificando in tal modo il nudo artistico. Bram Dijkstra riguardo al dipinto afferma che
Infatti, se Wilde è stato "colto con le mani nel sacco", Bouguereau ha giustificato i suoi dipinti con ragazzini nudi ambientandoli in un'atmosfera fantastica e mitologica, lontana dal reale. La raffinatezza di quest'opera, sottile e sentimentale, aumenta la distanza tra fantasia ed erotismo reale.